# Hundklumptjärnen
Hundklumptjärnen är en sjö i Krokoms kommun i Jämtland och ingår i Indalsälvens huvudavrinningsområde. Hundklumptjärnen ligger i Gråberget-Hotagsfjällen Natura 2000-område.